# (225) Henrietta
(225) Henrietta és un asteroide que forma part del cinturó exterior d'asteroides descobert el 19 d'abril de 1882 per Johann Palisa des de l'observatori de Viena, Àustria.
Està anomenat en honor de l'esposa de l'astrònom francès Pierre J. C. Janssen (1824-1907).